# Kurt Lellinger

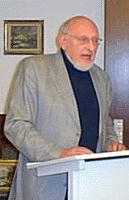
Kurt Lellinger, Jugendversammlung 2001 in Münster

Kurt Lellinger (* 15. März 1938; † 9. Januar 2017 in Trier) war ein deutscher Schachpädagoge. Er galt als Begründer des Schulschachs in Deutschland.

## Leben

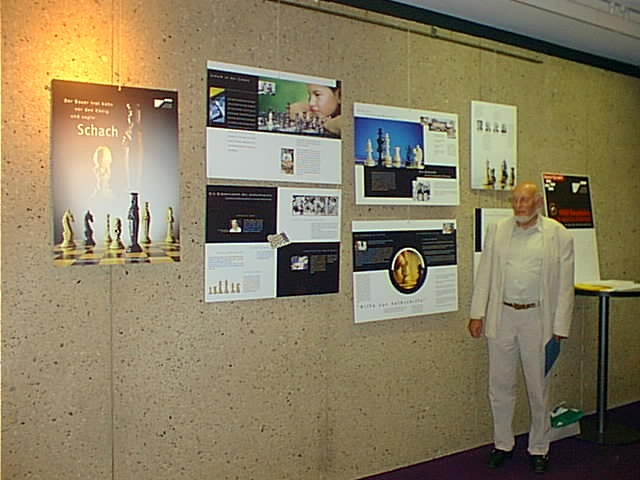
Kurt Lellinger bei den Dortmunder Schachtagen 2001

Ab 1976 war Kurt Lellinger Rektor des Schulzentrums am Mäusheckerweg in Trier und führte dort 1986 eine Schulschach-AG ein, die kurze Zeit später verpflichtend für alle dortigen Schüler wurde. Lellinger war davon überzeugt, dass sich mithilfe des Schachspielens die Fähigkeiten der Schüler schulen und stärken lassen würden. Von 1986 bis 2012 war Lellinger Vereinsvorsitzender der SG Trier. Von 1993 bis 1998 war er Referent für Schulschach der Deutschen Schachjugend, in dieser Zeit gründete er die Deutsche Schulschachstiftung e. V.
Mit dem Aufkommen von Ganztagsschulen entwickelte Kurt Lellinger das Konzept des Schulschachpatents, dabei lernen Lehrer und Erziehungsberechtigte an Wochenendkursen, wie man eine Schulschachgruppe aufbaut, führt und betreut. Dies wurde zum ersten Mal 2003 in Finsterbergen in Thüringen angewandt. Seitdem haben sich mehr als 3000 Lehrkräfte durch dieses Konzept weiterbilden lassen.
Zusammen mit der Universität Trier führte er eine vierjährige Studie, die so genannte Trierer Studie, durch. Dabei wurden zwei Grundschulen verglichen, die eine bot Schulschach an und die andere nicht. Die Studie belegte, dass Schach die Entwicklung von Kindern in vielen für die Schule wichtigen Feldern, aber auch im sozialen Miteinander, nachhaltig fördern kann.
Kurt Lellinger starb am 9. Januar 2017 im Alter von 78 Jahren nach langer schwerer Krankheit in Trier.

## Auszeichnungen
- 2004: Goldene Ehrennadel der Deutschen Schachjugend
- 2005: Deutscher Schachpreis
- 2005: Bundesverdienstkreuz[3]